# Montigny-l'Allier
Montigny-l'Allier je francouzská obec v departementu Aisne v regionu Hauts-de-France. V roce 2011 zde žilo 272 obyvatel.

## Sousední obce
Brumetz, Coulombs-en-Valois (Seine-et-Marne), Crouy-sur-Ourcq (Seine-et-Marne), Chézy-en-Orxois, Mareuil-sur-Ourcq (Oise), Marolles (Oise), Neufchelles (Oise),

## Vývoj počtu obyvatel
Počet obyvatel 